# Потребительский идеал в СССР
«Квартира, дача, машина» (в шуточной форме — «дачка, тачка и собачка») — триада, характеризующая потребительский идеал, сложившийся в советском обществе в 1950—1980-х годах. Продолжает существовать и в настоящее время, хоть и в изменённом виде и не во всех слоях общества.
По свидетельству российского социолога Татьяны Щепанской, приведённому в её монографии «Символика молодёжной субкультуры: опыт этнографического исследования системы, 1986—1989 гг.», «джентльменский набор» «квартира, машина, дача» в этот период стал для большинства советских граждан престижным символом высокого социального статуса и богатства. «Квартире, даче и машине» часто противопоставляют духовные ценности. Изначально в программе партии целью социалистического производства объявлялось создание условий для свободного развития всех членов общества, но начиная с 1950-х годов тему развития заменило удовлетворение потребностей.
Эта триада в какой-то степени перекликалась с «американской мечтой», жизненным стандартом так называемого золотого миллиарда, но уступала ей по уровню запросов.

## Социальный аспект
В Советском Союзе государственные дача и машина полагались высшему слою чиновников, заслуженным учёным, директорам крупных предприятий, некоторым известным спортсменам, деятелям искусства, космонавтам и передовикам производства, таким как Стаханов. Наличие таких государственных ценностей у человека, не приближенного к власти и не входящего в высокооплачиваемую элиту, могло указывать на нетрудовые доходы.
Слово «идеал» подразумевает, что наличие квартиры, дачи и автомобиля было высшей степенью состоятельности, на которую мог рассчитывать советский гражданин; реальной покупательной способностью человека или семьи. В этом — различие понятий «потребительский идеал» и «жизненный стандарт».
На существование такой триады указывает целый ряд журналистов и учёных. Вот что говорит российский экономист, вице-президент Института национальной стратегии Виктор Милитарёв:
Советская власть воспитала у нашего народа очень здоровые потребительские идеалы. Я имею в виду те самые пресловутые брежневские «квартира — машина — дача». Для стран третьего мира они и сейчас остаются передовым социальным идеалом. Для зажравшегося золотого миллиарда они представляют собой идеал золотой умеренности и почти аскетизма. Я уверен, что этот жизненный идеал и до сих пор может быть предметом всемирного идеологического экспорта, тем словом, которое Россия ещё может сказать миру. Особенно вместе с другим знаменитым жизненным идеалом брежневских времён «интересная работа — хорошие отношения в коллективе — недалеко от дома»
Известный артист и публицист Псой Короленко посвятил «трём традиционным символам советского благосостояния» статью, опубликованную в «Независимой газете». По мнению автора, трансформация этих ценностей хорошо иллюстрирует трансформацию российского общества.
Тем не менее, несмотря на то, что советская власть не признавала частной собственности на орудия и средства производства, при всём существовала личная собственность на предметы быта, индивидуальные транспортные средства и т. д.
Советское государство с самого начала взяло курс на развитие общественного, а не личного транспорта. Одним из самых стойких и характерных дефицитов советской эпохи были легковые автомобили (коммерческие автомобили, начиная с лёгких развозных фургонов и внедорожников (кроме автомобиля «Нива»), в принципе не продавались населению, так как считались средством производства и, соответственно, не могли находиться в личной собственности). Исключение составляла середина 1950-х, когда можно было купить без очереди большой седан ЗИМ, однако спрос на него был ничтожен из-за высокой цены (в 1953 году ЗИМ стоил сорок тысяч рублей, что соответствовало совокупной зарплате рабочего или инженера за четыре — пять лет). Другие автомобили в 1950-х годах стоили дешевле, но на них начали появляться и постоянно увеличиваться многолетние очереди.
Почти все автомобили были советского производства. Сколько-нибудь масштабные закупки ограничивались социалистическими странами (ГДР, Чехословакия), а с середины 1960-х — не производились вообще, и нет свидетельств, что даже эти чешские и немецкие автомобили продавались частным лицам. Тем не менее в пользовании некоторых граждан СССР имелось ограниченное число иномарок.
По официальной статистике, в 1987 году по СССР в целом на каждую тысячу городских жителей приходилось по 49 личных автомобилей. При этом в Литовской ССР — 108; в Эстонской ССР — 107; в Латвийской ССР — 84; в Грузинской ССР — 84; в Армянской ССР — 59 автомобилей на 1000 городских жителей.
Выделявшиеся бесплатно советским гражданам «дачные» участки были небольшими, обычно 4-6-8 соток. Разумеется, они были в жёстко регламентированном пользовании членов садоводческого товарищества, а сама земля предоставлялась в бессрочное пользование предприятию, при профкоме которого организовывалось такое товарищество. Выделение земли под строительство дач было запрещено в 1960 году (Постановление Совмина СССР от 30.12.1960 № 1346 «Об индивидуальном строительстве дач». Вновь это было разрешено в 1966 г., когда было принято Постановление Совета Министров РСФСР от 18 марта 1966 г. № 261 «О коллективном садоводстве рабочих и служащих в РСФСР», предусматривающее бесплатное выделение участков земли предприятиям и учреждениям под коллективные садоводческие товарищества их работников и служащих с садовыми участками из расчёта 6 соток на 1 семью (в районах Сибири и Дальнего Востока — до 8 соток). Гражданам разрешалось строить на своих садовых участках «садовые домики летнего типа полезной площадью от 12 до 25 м² с террасами площадью до 10 м² на семью».

По мнению российских СМИ, этот идеал заменил советским людям коммунизм: 
Не в одночасье, но за несколько десятилетий до людей дошло, что «новое светлое будущее», которое обещали наши марксисты, невозможно и что собственная дача и автомобиль «Жигули» — это максимум того личного «рая на Земле», который светит гражданину передовой социалистической империи.

И именно доступная автомобилизированному населению дача, шесть соток, отгороженных грядками от других грядок, стало тем местом, где погибла советская цивилизация. <...> Бум потребления в СССР начался с автомобилей и запчастей к ним, двинулся к частному и антисоциальному пространству дачи, достиг пика и затем рухнул, завалив под своими обломками страну.
Вместе с тем, в советском обществе существовали группы, чьи ценности не имели с этим идеалом ничего общего. Речь прежде всего о советской неформальной молодёжи. В своей монографии Татьяна Борисовна Щепанская сравнивает и противопоставляет ценности и символы позднесоветских хиппи (называющих себя «Системой») и «цивилов» (то есть обычных советских граждан, «большого» общества):
Действительно, символы Системы (смерть, детство, путь, фантастические миры, бедность, неряшливость, бесполость и др.) указывают и подчёркивают бесстатусность. По этой самой причине они непрестижны в «большом» обществе, члены которого как раз стремятся подчеркнуть свой статус и прочное положение в социальной структуре. Здесь (то есть в сфере общепринятого) престижны знаки богатства (дорогие украшения, джентльменский набор «квартира—машина—дача» — мы имеем в виду символы богатства в изучаемый период, в конце 1980-х гг.); престижны чёрные «Волги» (как знаки высокого положения «начальника» в социальной иерархии); воинские знаки различия — в общем то, что говорит о хорошей адаптированности и укоренённости в обществе. Знаки бесстатусности, естественно, будут непрестижны, а потому избегаемы. Большое общество оставляет их андеграунду.

## История

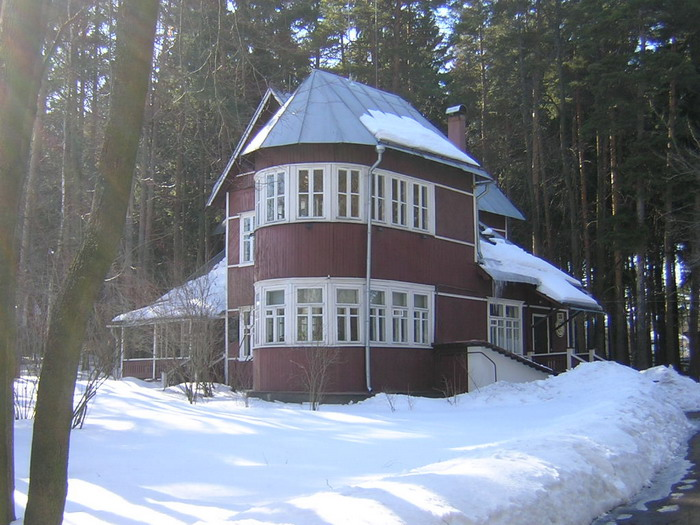
Дача Бориса Пастернака в Переделкине

В 1920—1930-е годы на отдельную квартиру, дачу и машину могли рассчитывать только высшие слои советской номенклатуры, включая руководителей крупных предприятий, которым этот набор ценностей предоставлялся государством безвозмездно. Личный автомобиль во времена Сталина мог выдаваться в качестве правительственной награды. Так, в 1930-е годы личные машины получили знаменитые деятели искусства Леонид Утёсов, Исаак Дунаевский, Борис Бабочкин, Дмитрий Покрасс, а также шахтёр-рекордсмен Алексей Стаханов и др.
В начале Великой Отечественной войны эти автомобили были сданы государству. После войны в личное пользование выдавались трофейные автомобили. Тогда же получил популярность автомобиль «Победа», которым, среди прочих, владели прославленный лётчик Кожедуб, диктор Левитан. Рядовые граждане начали приближаться к достижению идеала «квартира, дача, машина» в хрущёвские времена, когда началось массовое жилищное строительство так называемых «хрущёвок» — малогабаритных отдельных квартир. В «хрущёвки» бесплатно переселяли трудящихся из бараков, а позже и из коммунальных квартир. В связи с тем, что ни личная, ни частная собственность на недвижимость в многоквартирных домах была в СССР невозможна, юридически и фактически квартиры принадлежали государству, гражданам предоставлялось право бесплатного проживания в них без права владения или покупки (разрешался обмен, в том числе междугородный. В случае разновеликой площади жилья, либо находящегося в разных по престижности населённых пунктах, районах или домах — обмен с доплатой в неофициальном порядке).
Одновременно в городах и посёлках существовал достаточно обширный так называемый «частный сектор», жильё в котором находилось в личной собственности и могло выступать предметом продажи и покупки (после Великой Отечественной войны индивидуальное жилищное строительство всемерно поощрялось, как один из доступных способов решения жилищной проблемы, однако с конца 1950-х годов в большинстве крупных городов оно было прекращено). Площадь земельного участка под такое жильё и его отдельные характеристики (общая/жилая площадь, этажность, высота, наличие дополнительных подсобных помещений, в частности, гаража) также были регламентированы. Такая же ситуация была и в сельской местности, причём в связи с расширением покупки горожанами домов под летнее (дачное) жильё местные власти вводили разнообразные ограничения, в частности, запрет на владение одной семьёй более чем одной квартирой/домом в пределах одного административного района или области, запрет на приобретение жилья без трудоустройства по месту жительства (то есть фактически требования постоянного переезда в сельскую местность) и т. д. В 1948 г. граждане получили право приобрести в личную собственность один жилой дом в 1-2 этажа с 1-5 комнатами, общей площадью не более 60м2.
В 1962 г. было принято Постановление ЦК КПСС, Совмина СССР от 01.06.1962 г. № 561 «Об индивидуальном и кооперативном жилищном строительстве», где, кроме индивидуального жилья, было разрешено создание жилищно-строительных кооперативов, с помощью которых граждане СССР могли строить себе кооперативное жильё, в том числе и многоквартирные жилые дома, на основе паевого (долевого) участия в жилищном кооперативе с привлечением личных средств и беспроцентных ссуд государства. Кооперативное жильё при этом находилось в кооперативной (коллективной) собственности, квартиры распределялись кооперативом между гражданами-членами кооператива согласно внесённым ими паям и уставу кооператива. Гражданский кодекс РСФСР 1964 г. предусматривал следующие права граждан на жильё: личная собственность на индивидуальные жилые дома, коллективная (кооперативная) собственность (на кооперативное жильё), получение (наём) государственной квартиры, на правах пожизненной бесплатной аренды у государства, получение жилья по наследству от родителей по месту прописки.
В СССР работники крупных предприятий и учреждений в основном получали государственные квартиры бесплатно (на правах пожизненной бесплатной аренды). К 1989 году свыше 83 % населения в СССР жили в отдельных государственных квартирах (оставшаяся часть — это коммунальные квартиры, кооперативное жильё и так называемый частный сектор).
Как всё в СССР, квартиры рядовым гражданам выдавались по очереди. Очередь на квартиру доходила до десяти лет, а то и больше.
Широко распространилось дачное строительство среди всех слоёв городского населения. Государство и крупные предприятия бесплатно выделяли земельные участки размером 4-6 соток своим работникам, а также пенсионерам и ветеранам войны и труда. Дачи обычных граждан, конечно, несколько отличались от дач советской партийной и государственной номенклатуры. Тем не менее «квартира, дача, машина» стали более достижимыми для народа, чем даже в современной России. Для трудового народа дачи были не столько местом отдыха на природе, сколько способом психологически расширить своё личное пространство, вернуться к своим деревенским корням, а также не в последнюю очередь приобрести себе дополнительный источник продуктов питания (прежде всего фруктов, ягод, овощей, корнеплодов и консервов на их основе, иногда мяса птицы или мелкого скота).
В 1966 г. было принято Постановление Совета Министров РСФСР от 18 марта 1966 г. № 261 «О коллективном садоводстве рабочих и служащих в РСФСР», которое предписывало Советам Министров автономных республик, крайисполкомам, облисполкомам, горисполкомам, райисполкомам и советам профсоюзов «принять меры к дальнейшему развитию коллективного садоводства рабочих и служащих, особенно вблизи городов, промышленных центров и рабочих посёлков». Был установлен порядок создания садоводческих товариществ. Указанные органы власти должны были отводить предприятиям, учреждениям и организациям земельные участки под коллективное садоводство, а правление такого садоводческого товарищества по решению администрации предприятия, учреждения и профсоюзной организации бесплатно выделяло членам товарищества земельные участки размером до 6 соток. Разрешалось строить на участках летние садовые домики.
Постановление Совмина РСФСР, ВЦСПС от 02.08.1968 № 526 «Об устранении недостатков в работе садоводческих товариществ рабочих и служащих в РСФСР» отмечало факты грубых нарушений при выделении земли: «садоводческие товарищества и отдельные граждане самовольно занимали под сады земли колхозов, совхозов, гослесфонда и госзапаса». «В некоторых районах РСФСР под видом летних садовых домиков велось строительство капитальных жилых домов, допускались случаи продажи участков». Постановлением запрещалось строительство садовых домиков не по рекомендуемым проектам и закладка коллективных садов до утверждения проектов их организации райисполкомами или горисполкомами по месту нахождения этих садов.
Несмотря на это, случаи самовольного захвата земельных участков гражданами и организациями и прочие «злоупотребления» граждан с садовыми домиками продолжались. Постановление Совета Министров СССР от 29.12.1984 № 1286 «О мерах по дальнейшему развитию коллективного садоводства и огородничества» снова констатировало, что в ряде республик, краёв, областей наблюдались нарушения при отводе земли, случаи самовольного захвата земельных участков, в некоторых районах страны под видом летних садовых домиков велось строительство особняков дачного типа с гаражами и банями. Это признавалось «серьёзным отступлением от моральных и нравственных норм советского образа жизни», «извращением сущности коллективного садоводства и огородничества». Госстрою СССР было приказано «обеспечить в 1985—1986 годах разработку новых и корректировку имеющихся типовых проектов летних садовых домиков с учётом указанных норм, а также природно — экономических особенностей и национальных традиций населения отдельных районов страны». Постановление указывало, что «летние садовые домики не предназначаются для постоянного проживания и не включаются в жилищный фонд».
К июню 1986 г. более 6,6 млн семей освоили под садовые товарищества 426 тыс. га земли, создав 44 тыс. коллективных садов. Ежегодно в этих коллективных садах проводили отпуска, выходные дни или лето более 20 млн граждан и членов их семей.
Постановление Совета Министров СССР от 15 мая 1986 г. № 562 «О мерах по дальнейшему развитию коллективного садоводства и огородничества» приказывало Советам Министров союзных и автономных республик и исполкомам местных Советов народных депутатов обеспечить:

- осуществление необходимых мер по полному удовлетворению, начиная с 1987 года, спроса населения на кирпич, известь, гравий, щебень, песок и другие местные строительные материалы;
- расширение объёмов работ и услуг по строительству летних садовых домиков и других строений в коллективных садах, в том числе на условиях «под ключ», по торговому, транспортному и бытовому обслуживанию садоводческих товариществ и коллективов огородников…

Также при Хрущёве началось производство автомобилей «Запорожец», «Москвич» и «Волга», доступных для личного пользования, взамен устаревших «Москвича» старой модели и «Победы».

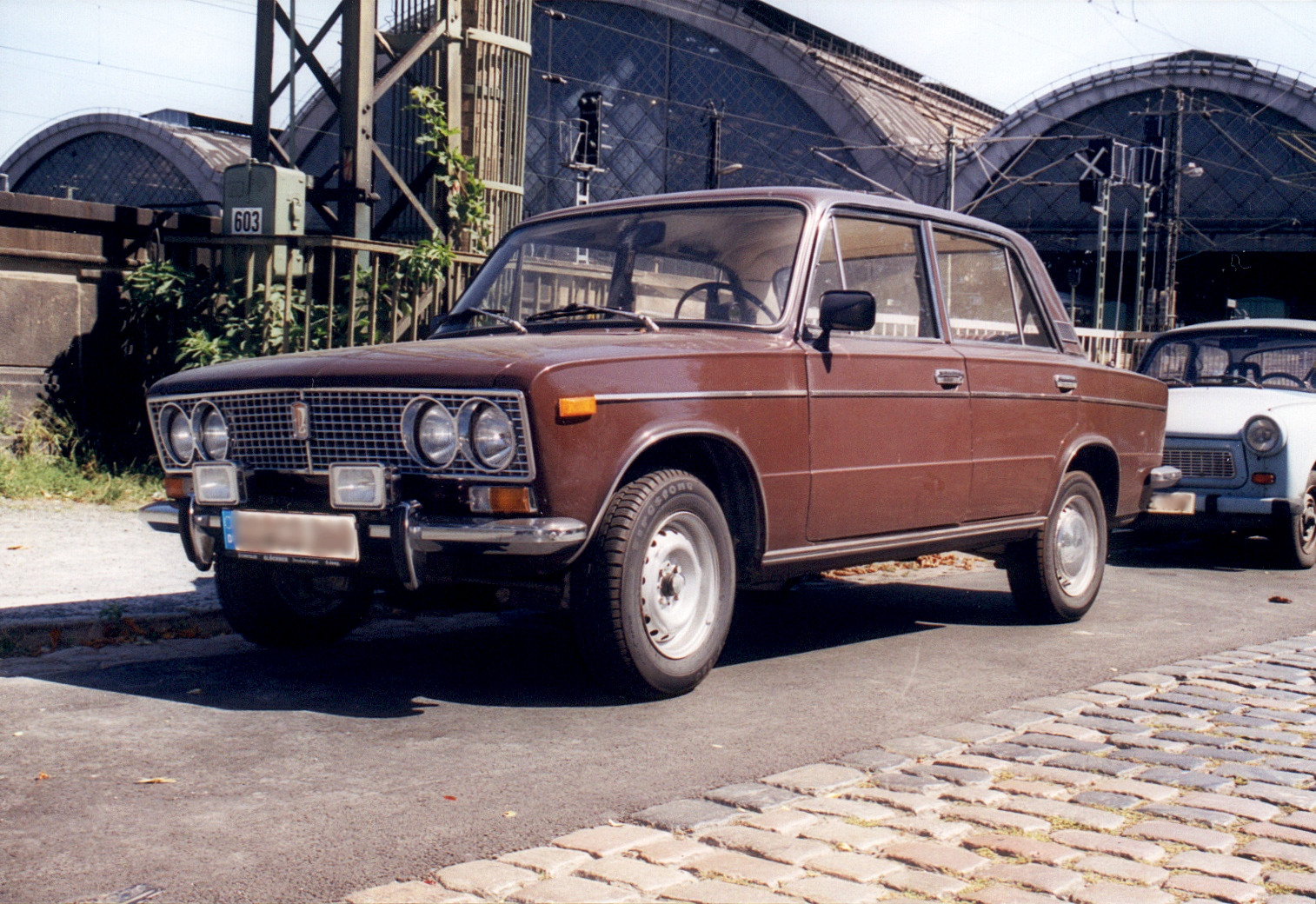
Автомобиль «Жигули» модели 2103

Эти тенденции закрепились при Брежневе. Начали выпускаться знаменитые автомобили «Жигули», продолжалось строительство многоквартирных домов, развивались дачные посёлки. Тем не менее, существенная часть граждан продолжала жить в коммунальных квартирах, которые сохранялись в последние годы СССР и сохраняются в современной России, особенно в Петербурге. Таким образом, жилищная проблема так и не была окончательно решена.
С конца 1980-х годов, когда было легализовано мелкое частное предпринимательство, началось постепенное имущественное расслоение общества и изменение потребительского идеала граждан. У хорошо зарабатывавших кооператоров появилась возможность приобретать дорогую домашнюю технику, импортные автомобили, выезжать за границу. После распада СССР и начала капиталистических реформ трансформация потребительских стандартов и расслоение общества ещё больше усилились, бесплатная выдача жилья и земельных участков гражданам постепенно прекратилась из-за резкого падения доходов государства, приватизации государственных учреждений, предприятий и сельскохозяйственных земель.
В настоящее время квартиры гражданам России государством бесплатно выделяются лишь в исключительных и очень редких случаях: например немногим ещё живым ветеранам Великой Отечественной войны, большинству из которых сейчас уже более 90 лет, Жерару Депардье, высшим чиновникам правительства и депутатам Государственной Думы РФ, детям-сиротам. Рядовые граждане современной России уже не могут, как это было во времена СССР, рассчитывать на бесплатное получение государственной квартиры, садового участка или на беспроцентную ссуду на кооперативную квартиру. По состоянию на 2012 год покупка жилья в ипотеку в России была недоступна для 81 % населения, зато автомашины стали в несколько раз доступнее для граждан России, по сравнению с концом 1990-х годов.

## Отношение властей
Реакция властей СССР на стремление граждан к материальным ценностям была противоречивой. С одной стороны, государство стремилось обеспечить гражданам комфортные условия жизни: личную квартиру, личный автомобиль, приусадебные участки. Широко распространился лозунг, призывающий «догнать и перегнать» капиталистические страны.
Массовое жилищное строительство, начиная с «хрущёвок», было направлено на улучшение жилищных условий граждан. Поставленный в 1970 г. на конвейер автомобиль «Жигули» задумывался как «народный автомобиль», который сможет приобрести любой советский инженер.
Бывало даже, что повышение благосостояния народа объявлялось главной задачей очередной пятилетки.
Об обеспечении граждан жильём власти всерьёз задумались в середине 1950-х. Поворотной точкой стали постановления «О мерах по дальнейшей индустриализации, улучшению качества и снижению стоимости строительства» 1956 и «О развитии жилищного строительства в СССР» 1957 года. Задание партии строителям состояло в том, чтобы разработать к осени 1956 года проекты, позволяющие резко удешевить строительство жилья и сделать его доступным для трудящихся. Так появились знаменитые «хрущёвки». Цель проекта была в том, чтобы в 1980 году каждая советская семья встретила коммунизм в отдельной квартире.
Впрочем, к 1980 году отдельные квартиры появились не у каждой семьи; в 1986 году Михаил Горбачёв отодвинул сроки ещё на 20 лет, выдвинув лозунг «Каждой советской семье — отдельную квартиру к 2000 году». Подобная инициатива стала известна как программа «Жильё-2000».
В 1959 году XXI съезд отметил существование жилищной проблемы и назвал развитие жилищного строительства «одной из важнейших задач». Предусматривалось, что в 1959—1965 гг. будет сдано в 2,3 раза больше квартир, чем в прошлой семилетке. Причём упор делался на отдельные, а не коммунальные квартиры.
Спустя двенадцать лет те же самые тезисы были повторены XXIV съездом КПСС. Съезд всецело одобрил программу социальных мероприятий, направленную на рост благосостояния населения; счёл необходимым расширить жилищно-коммунальное и культурно-бытовое строительство.
Всего в период с 1956 по 1989 год в Советском Союзе было построено и сдано в эксплуатацию свыше 76 миллионов квартир. К 1989 году свыше 83 % семей в СССР жили в отдельных государственных квартирах (оставшаяся часть — это кооперативное жильё и так называемый частный сектор). По своей сути государственные квартиры были социальным жильём, так как семьи пользовались государственной жилплощадью на правах пожизненной бесплатной аренды, платили они только небольшую плату за коммунальные услуги. Как упоминалось выше, разрешалось передавать квартиры по наследству и обменивать их.
В производстве легковых автомобилей СССР практически целиком полагался на собственные силы — из других стран «легковушки» импортировались в небольших количествах. В отличие от стран Запада и особенно от США, личный автомобиль в СССР считался скорее роскошью. Советское государство с самого начала взяло курс на развитие общественного, а не личного транспорта. В городах вводились в эксплуатацию трамвайные и троллейбусные линии, новые маршруты автобусов, в крупных городах СССР — в Москве, Ленинграде, во многих столицах союзных республик — было построено метро. Проезд был настолько дёшев (5 копеек за 1 поездку в метро), что можно говорить о практически бесплатном общественном транспорте в СССР. В городах не было современных пробок, дворы и тротуары не были загромождены автомобилями.
В 1966 году XXIII съезд КПСС постановил увеличить в новой пятилетке выпуск легковых машин с 201 тысяч до 700—800 тысяч. Причиной называлось то, что «в связи с ростом благосостояния наших советских людей резко возрастёт число легковых автомобилей, находящихся в индивидуальном пользовании».
Этот план в намеченные сроки выполнен не был — в 1970 году было собрано только 344 тысячи легковых машин. Но советское правительство не оставляло надежд обеспечить граждан личным автотранспортом. На следующем съезде партии автопрому были поставлены ещё более амбициозные задачи:
В настоящее время вводится в действие Волжский автомобильный завод, строительство которого будет завершено в 1972 году. Проектная мощность этого завода 660 тысяч легковых автомобилей в год. Выпуск автомобилей «Москвич» в 2 раза увеличится после завершения реконструкции Московского завода имени Ленинского комсомола. Производство их достигнет 200 тысяч штук в год. Уже в нынешнем году 70 тысяч автомобилей произведёт новый Ижевский завод, полная проектная мощность которого составит 220 тысяч автомобилей в год. Всё это позволит довести выпуск легковых автомобилей в 1975 году до 1 миллиона 200 — 1 миллиона 300 тысяч вместо 344 тысяч, выпущенных в 1970 году. (Аплодисменты).
В результате со 2-й половины 1970-х годов советский автопром выпускал около 1 миллиона легковых автомобилей в год, однако значительная часть из них шла на экспорт. Цены были высокими: в середине 1970-х годов «Волга» ГАЗ-24 стоила 9200 рублей (в несколько раз больше средней стоимости однокомнатной кооперативной квартиры), «Жигули» BA3-2103 — 7500 рублей, «Москвич-412» — 4990 рублей, а «Запорожец» ЗАЗ-968 — 3500 рублей. Несмотря на невысокое качество сборки машин, желающих их купить становилось всё больше, образовывались огромные очереди на покупку автомобилей, что свидетельствовало о возросшем уровне материального благосостояния советских граждан.
С другой стороны, официальная пропаганда осуждала чрезмерное стремление к материальным ценностям как несовместимое с идеалами коммунизма. В печати регулярно высмеивались подобные явления, в широкое обращение вошли штампы «мещанство», «вещизм» и «потребленчество». Эти явления критиковались на самых высоких уровнях: от фельетонов и карикатур во всесоюзной прессе до выступлений высших партийных чинов.
Советское искусство вслед за партией также осуждало чрезмерное стремление к материальным ценностям. Например, в произведениях советского писателя Анатолия Софронова противопоставляется брак по расчёту («У него хорошая квартира. Машина. Дача под Москвой… Остальное приложится») и искренние человеческие отношения.
Всеволод Кочетов критиковал этот идеал в своём знаменитом романе «Чего же ты хочешь?»: 
Тот, кто стремится к автомобилю, сам себе готовит духовную, интеллектуальную гибель. Автомобиль сожрет его с потрохами. Автовладелец будет постоянно искать запасные части к своей машине, резину, связываться с жуликами, крадущими все это из государственных гаражей. Он не будет не только иметь свободного времени днем, но он не сможет и ночью спать спокойно – все думать… Зимой – о том, как бы не замерз радиатор, а летом – как бы его четырехколесное сокровище не украли с улицы.
…а то, что не дожрет в человеке машина,– продолжала Ия, – докончит дача. Крыша потекла, дымоход засорился, дрова надобны, какие-то баллоны с газом…
В популярном фильме «Чародеи» брачный контракт Алёны и Сатанеева содержал весь потребительский идеал: пятикомнатная квартира, загородная дача, собственная машина и др.

## Влияние на культуру
Шаблон «квартира, дача, машина» нашёл отражение в советской и постсоветской литературе. В советском искусстве эта триада закрепилась как символ престижа и высокого достатка ещё с конца 1950-х. К примеру, в изданном в то время романе «из жизни ткачей» «За Москвою-рекой» высокое положение одного из героев в советском обществе описывается следующим образом:
Практическая работа и медленный, но неуклонный подъём по служебной лестнице... Очень многие завидуют ему — видное положение, квартира, машина, дача, достаток.
За несколько десятилетий этот идеал не претерпел сколь-либо существенных изменений. В написанной в 1983 г. повести Юрия Визбора «Завтрак с видом на Эльбрус» один из героев заявляет:
Я считаю, что мужик может жениться, когда у него есть всё. Квартира, машина, дача, деньги, связи. У меня всё это есть.
Как видно, в обоих случаях к абстрактным и довольно относительным благам «достаток», «деньги», «положение» добавляются куда более конкретные квартира, машина и дача.
Одновременно с этим советское искусство осуждало меркантильное стремление получить «квартиру — машину — дачу», как уже было показано выше на примере Анатолия Софронова.
В популярных советских комедиях («Иван Васильевич меняет профессию», «Бриллиантовая рука») часто намекалось на то, что изобилие материальных ценностей (например, личный автомобиль) в СССР характерно для нечистых на руку людей.
Воспоминание о тройке «квартира — дача — машина» как о пределе мечтаний большинства советских граждан сохраняется и в постсоветской литературе. В написанном и изданном в 2000-е годы романе «Двойник» авторы называют тройку «квартира, машина, дача» «мечтой советского человека»:
Из всего, что составляло мечту советского человека: квартира, машина, дача, не было только дачи.
В романе «Моё прекрасное алиби» Чингиз Абдуллаев описывает социальные гарантии в СССР следующим образом:
Участник войны, боевой офицер, к тому же инвалид — в бывшем Советском Союзе моё будущее было гарантировано. Хорошая работа, на которую можно вообще не ходить, приглашения на все торжественные мероприятия, квартира, машина, дача — всё вне очереди. Всё для инвалида войны.
В изданном в 2006 году детективе Марины Серовой «Не на ту напали!» приводится такое описание советского прошлого:
Представьте себе: подающий надежды молодой учёный работает в космической отрасли. Между прочим, самый молодой профессор в своей области — это звание он получил в двадцать шесть лет. Квартира, машина, дача... Казалось бы, чего ещё желать от жизни?
Этот идеал разделяет и Геннадий Зюганов (по словам его внука):
Понимаешь, он мне всегда говорил, что человеку для более-менее комфортного состояния нужно три вещи: квартира, машина, дача.